# Liga de Grecia de balonmano
La Handball Premier es la primera división de balonmano de Grecia. Fue fundada en 1979 y está compuesta por 12 equipos.

## Palmarés
| Club                    | Títulos | Temporadas                                                 |
| ----------------------- | ------- | ---------------------------------------------------------- |
| Ionikos Nea Filadelfeia | 10      | 1980, 1981, 1982, 1983, 1984, 1985, 1987, 1992, 1993, 1999 |
| Filippos Veria          | 9       | 1986, 1988, 1989, 1990, 1991, 1994, 1995, 2003, 2016       |
| Panellinios             | 5       | 2000, 2002, 2004, 2006, 2007                               |
| AEK Atenas              | 5       | 2011, 2013, 2020, 2021, 2023                               |
| Olympiacos Pireo        | 5       | 2018, 2019, 2022, 2024, 2025                               |
| ASE Douka               | 3       | 1998, 2001, 2008                                           |
| PAOK                    | 3       | 2009, 2010, 2015                                           |
| Diomidis Argous         | 2       | 2012, 2014                                                 |
| ESN Vrilissia           | 1       | 1996                                                       |
| GE Veria                | 1       | 1997                                                       |
| Athinaikos              | 1       | 2005                                                       |
| Dikeas HC               | 1       | 2017                                                       |